# Liste der Biografien/Orf
Liste der Biografien |
Portal Biografien |
Personensuche
# |
A |
B |
C |
D |
E |
F |
G |
H |
I |
J |
K |
L |
M |
N |
O |
P |
Q |
R |
S |
T |
U |
V |
W |
X |
Y |
Z |
?
 
Oa |
Ob |
Oc |
Od |
Oe |
Of |
Og |
Oh |
Oi |
Oj |
Ok |
Ol |
Om |
On |
Oo |
Op |
Oq |
Or |
Os |
Ot |
Ou |
Ov |
Ow |
Ox |
Oy |
Oz
 
Ora |
Orb |
Orc |
Ord |
Ore |
Orf |
Org |
Orh |
Ori |
Orj |
Ork |
Orl |
Orm |
Orn |
Oro |
Orp |
Orr |
Ors |
Ort |
Oru |
Orv |
Orw |
Orx |
Ory |
Orz
Die Liste der Biografien führt alle Personen auf, die in der deutschsprachigen Wikipedia einen Artikel haben. Dieses ist eine Teilliste mit 28 Einträgen von Personen, deren Namen mit den Buchstaben „Orf“ beginnt.

## Orf
- Orf, Karl August (1912–1977), deutscher Garten- und Landschaftsarchitekt
- Orf, Werner (* 1957), deutscher Fußballspieler und -trainer

### Orfa
- Orfalea, Paul (* 1947), US-amerikanischer Unternehmer
- Orfali, Gaudenzio (1889–1926), Franziskaner und Biblischer sowie Christlicher Archäologe
- Orfanidis, Georgios (1859–1942), griechischer Sportschütze und Olympiasieger
- Orfanos, Constantin E. (* 1936), griechisch-deutscher Dermatologe
- Orfanou, Mina (* 1982), griechische Schauspielerin und Malerin

### Orfe
- Orfei, Enrico (1800–1871), italienischer Kardinal und Erzbischof von Ravenna
- Orfei, Liana (* 1937), italienische Schauspielerin
- Orfei, Moira (1931–2015), italienische Zirkusleiterin, -artistin und Schauspielerin

### Orff
- Orff, Carl (1895–1982), deutscher Komponist und MusikpädagogeCarl Orff (1895–1982)

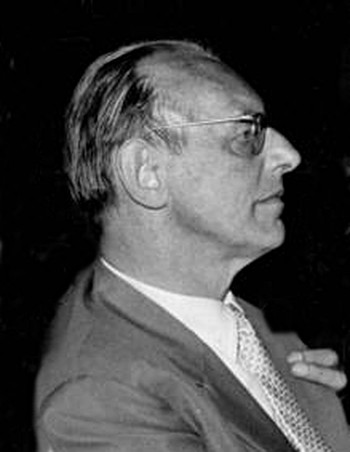
Carl Orff (1895–1982)

- Orff, Carl Maximilian von (1828–1905), bayerischer Generalmajor, Kartograf, Topograf und Geodät
- Orff, Gertrud (1914–2000), deutsche Musiktherapeutin
- Orff, Gottfried Karl von (1755–1837), bayerischer Mediziner und Leiter der Münchner Hebammenschule
- Orff, Karl von (1817–1895), bayerischer General der Infanterie
- Orff, Kate (* 1971), US-amerikanische Landschaftsarchitektin
- Orff, Liselotte (1930–2012), deutsche Vorsitzende der Carl-Orff-Stiftung
- Orff-Büchtemann, Godela (1921–2013), deutsche Bühnenschauspielerin

### Orfg
- Orfgen, Samy (* 1951), deutsche Schauspielerin

### Orfi
- Orfi, Amina (* 2007), ägyptische Squashspielerin
- Orfidius Senecio, Publius, römischer Suffektkonsul (148)
- Orfila, Alejandro (1925–2021), argentinischer Diplomat, Unternehmer und Winzer
- Orfila, Mathieu (1787–1853), französischer Chemiker und Forensiker
- Orfinger, Henryk (* 1951), polnischer Unternehmer
- Orfini, Mario (* 1936), italienischer Filmproduzent und -Regisseur
- Orfini, Viviano (1751–1823), italienischer Kardinal der Römischen Kirche
- Orfitasius Aufidius Umber, Quintus, römischer Statthalter

### Orfo
- Orford, Charles (1899–1977), englischer Fußballspieler